# Ferrovia Fossano-Mondovì-Villanova
La ferrovia Fossano-Mondovì-Villanova fu attivata fra il 1884 e il 1903. Nata come "ferrovia economica" parte di un collegamento fra Liguria e Piemonte, la linea venne costruita con caratteristiche tranviarie; durante il suo esercizio subì numerosi passaggi di proprietà e la sostituzione di uno dei due rami da cui era composta ad opera della parallela ferrovia statale.
La linea era caratterizzata da un buon livello di traffico passeggeri e merci ma, integrata nel sistema dei trasporti pubblici di Mondovì nel 1939 e successivamente elettrificata, risultò penalizzata dalla politica di soppressioni avviata nel dopoguerra e fu chiusa definitivamente nel 1952.

## Storia

### La ferrovia economica

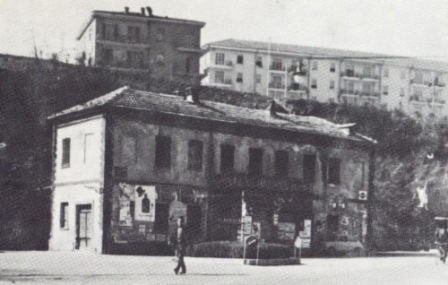
Stazione di Mondovì tranvie

In seguito ad un lungo dibattito sull'istituzione di un collegamento ferroviario tra Fossano, Mondovì e Ceva, il 28 dicembre 1880 fu presentato il progetto di una ferrovia economica per unire tali località, firmato dagli ingegneri Luigi Rancorelli e Stefano Moschetti; e fatto proprio dal consorzio costituito nel 1881 costituzione di un consorzio fra i comuni di Fossano, Mondovì e Ceva, poi del Consorzio per la Ferrovia Fossano-Ceva.
Il 30 giugno 1882 venne dunque stipulata la convenzione con il cavalier Giacomo Viale, rappresentante del già citato consorzio intercomunale, per la costruzione e l'esercizio della ferrovia Fossano-Mondovì-Ceva da realizzarsi con caratteristiche tranviarie lungo la strada nazionale "dal Piemonte a Oneglia", in seguito denominata strada statale 28. Il consorzio promotore diede conseguentemente vita alla Società per le ferrovie economiche di Mondovì per la costruzione e l'esercizio della linea.
I lavori di costruzione secondo il progetto del Lavista ebbero inizio il 21 ottobre del medesimo anno, ma ben presto incontrarono ritardi imprevisti, che suggeriscrono il passaggio della concessione alla società ingegner E. Rasini, avvenuto il 17 maggio 1884..
In seguito alla positiva conclusione della visita di collaudo avvenuta il 14 agosto, il 6 settembre 1884 ebbe luogo l'inaugurazione della tratta Fossano-Mondovì. Nonostante alcuni lavori fossero già iniziati, con regio decreto n. 3615 del 9 novembre 1885 la concessionaria venne esonerata dall'obbligo di costruzione del restante tratto Mondovì-Ceva.
Seguirono ulteriori passaggi di proprietà: dopo la cessione della ferrovia alla Banca Nigra, avvenuta nel gennaio 1886 la società tornò il 17 ottobre 1887 alla Ditta Rasini pur permanendo un interesse dell'istituto di credito nella società di gestione.
Il 30 aprile 1891 la titolarità dell'esercizio passò all'imprenditore Francesco Cavallo in qualità di subconcessionario; egli due anni dopo presentò istanza per la costruzione di un prolungamento della ferrovia economica, questa volta verso Villanova, con raccordo presso le cave della Rocchetta, la cui convenzione venne definitivamente firmata il 6 aprile 1901 e ratificata mediante Regio decreto del successivo 11 aprile. L'inaugurazione ufficiale di tale nuova infrastruttura, aperta nel 1902, avvenne il 7 dicembre 1903, benché il raccordo risultasse attivo dal 10 novembre.
Ancora un cambio di gestione si ebbe nel 1921, quando a Cavallo subentrò la ditta dei soci Bernardo Crosetti e Giacomo Forzano.

### L'integrazione con gli altri impianti

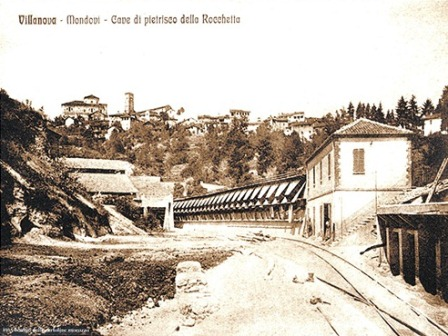
Le cave della Rocchetta in una cartolina d'epoca: si riconosce il binario merci

Un atto destinato a incidere profondamente nella vita della tranvia fu l'approvazione, avuta in Parlamento nel 1910, della nuova "direttissima del Piemonte", una tratta a doppio binario da costruirsi fra Fossano-Mondovì e Ceva quale velocizzazione della ferrovia Torino-Savona, destinata a rendere marginale il preesistente itinerario Bra-Ceva e sostituire completamente la parallela ferrovia economica la quale era stata concepita proprio nell'ottica di costituire lei stessa tale collegamento. Quest'ultima passò in gestione nel 1924 alla società di proprietà dei signori Ellena, Manassero e Turbiglio, che detenevano altresì la concessione della cava della Rocchetta. Tale esercizio avvenne fino alla sospensione della tratta Fossano-Mondovì, avvenuta il 25 settembre 1939: il 28 ottobre 1933 era stata infatti inaugurata la nuova ferrovia, facendo crollare i proventi della tranvia.
Nel novembre 1939 ciò che restava dell'infrastruttura, l'esercizio della tratta Mondovì-Villanova fu conferito alla società Ferrovie Elettriche Regionali e Tramvie (FERT), azienda creata nel 1939 con sede a Torino e direzione a Vicoforte, che eserciva anche la tranvia Mondovì-San Michele. La tranvia linea venne dunque connessa all'altra in un unico sistema di trasporti integrato rispetto alla funicolare di Mondovì, mentre la ventilata elettrificazione viene rallentata per le difficoltà economiche conseguenti alla seconda guerra mondiale, e attivata solo nel luglio 1943, anche se si ha notizia di un'inaugurazione avvenuta il 15 marzo 1944.
L'esercizio proseguì nel dopoguerra ma venne ben presto penalizzato da una politica generalmente non favorevole al mantenimento dei sistemi di trasporto a impianto fisso che portò alla chiusura della linea, avvenuta il 4 maggio 1952 con sostituzione del servizio passeggeri ad opera di autocorse SATIP, azienda che aveva assorbito le attività FERT. L'impianto venne ufficialmente soppresso il 1º marzo 1953.

## Caratteristiche
| Continuation backward |

| Station on track | Unknown route-map component "uexKBHFa" |  |

| Unknown route-map component "CONTgq" | Unknown route-map component "ABZgr" | Unused straight waterway |  |  |

| Straight track | Unknown route-map component "uexBHF" |  |

| Unknown route-map component "uexSTR+l" | Unknown route-map component "emKRZo" | Unknown route-map component "uexSTRr" |  |  |

| Unknown route-map component "uexBHF" | Straight track |  |  |  |

| Unknown route-map component "uexSTRl" | Unknown route-map component "emKRZo" | Unknown route-map component "uexSTR+r" |  |  |

| Stop on track | Unknown route-map component "uexBHF" |  |

| Straight track | Unknown route-map component "uexHST" |  |

| Straight track | Unknown route-map component "uexHST" |  |

| Station on track | Unknown route-map component "uexBHF" |  |

| Straight track | Unknown route-map component "uexHST" |  |

| Straight track | Unknown route-map component "uexHST" |  |

| Small bridge over water | Unknown route-map component "uexWBRÜCKE1" |  |

| Straight track | Unknown route-map component "uexBHF" |  |

|  | Straight track | Unused straight waterway | Unknown route-map component "extCONTg" |  |

|  | Unknown route-map component "KBHFaq" + Unknown route-map component "KBHFxe" | Unknown route-map component "uxmKRZo" | Unknown route-map component "xtKRZ" | Unknown route-map component "CONTfq" |

| Unknown route-map component "extSTRa" | Unused straight waterway | Unknown route-map component "extSTRe" |

| Unknown route-map component "extSTR" | Unknown route-map component "uexBHF" | Unknown route-map component "exBHF" |

| Unknown route-map component "extSTR" | Unknown route-map component "uexABZg+l" | Unknown route-map component "exmABZgr" |

| Unknown route-map component "extSTR" | Unused straight waterway | Unknown route-map component "extSTRa" |

| Unknown route-map component "extSTRl" | Unknown route-map component "uexmKRZt" | Unknown route-map component "extSTRr" |

|  | Unknown route-map component "uexHST" |

|  | Unknown route-map component "uexHST" |

|  | Unknown route-map component "uexHST" |

|  | Unknown route-map component "uexHST" |

|  | Unknown route-map component "uexABZgl" | Unknown route-map component "uexKDSTeq" |

|  | Unknown route-map component "uexKBHFe" |

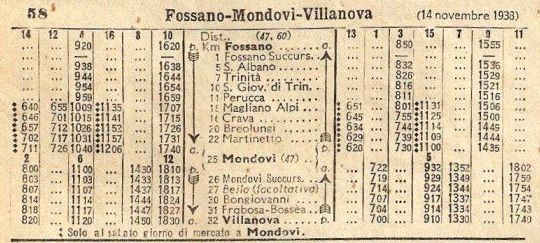
Orario della ferrovia Fossano-Villanova del 14 novembre 1938

Il tratto Fossano-Mondovì inaugurato nel 1884 era lungo 23 km, che nel 1902 raggiunsero i 31,336 km, più ulteriori 0,621 per il raccordo con le cave della Rocchetta, per un totale di 32,8 km.
Lo scartamento adottato era di 950 mm, con un raggio minimo di curvatura di 78 metri e la pendenza massima 37 per mille. Stanti le difficili condizioni del tracciato la composizione massima dei treni non superava le 40 tonnellate per i viaggiatori e le 45 per i merci. La velocità commerciale risultava di 20 km/h.
Per l'alimentazione a trazione elettrica venne scelto l'inusitato sistema a 2.400 V il corrente continua.

### Percorso

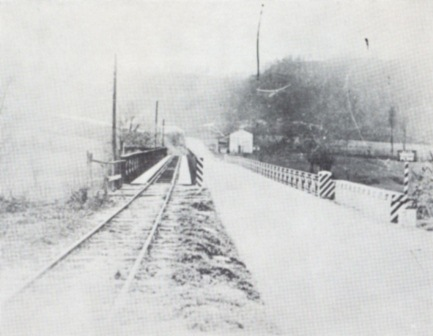
Breolungi, ponte sul Pesio

La tranvia aveva origine di fronte alla stazione ferroviaria di Fossano, da cui puntava verso sud per 625 metri fino ad attraversare la strada provinciale Alba-Cuneo e la nazionale Torino-Savona, proseguendo fino al bivio per Sant'Albano Stura. Da qui veniva seguita la viabilità comunale per 648 metri per poi impegnare un breve tratto in sede propria della lunghezza di 825 m sulla sponda destra del "burrone" fino alla strada comunale per Trinità, seguita per 1859 m.
Dopo 800 metri veniva nuovamente raggiunta la sede della strada nazionale, seguita per ulteriori 4,1 km fino alla salita del Beinale. Veniva servita in questo tratto San Giovanni, con la Borgata Perucca. Ulteriori 3 km in sede propria conducevano il binario alla base dell'altipiano che impegnava poi nuovamente la statale dal bivio per Magliano Alpi (frazione Zucchi) per 1475 m.
La discesa sul Pesio avveniva con un tratto in sede propria di 3,88 km che comprendeva la fermata di Breolungi e subito dopo il ponte sul fiume; ancora 3,45 km lungo la strada nazionale consentivano, passati i bivi per Crava e Rocca de' Baldi, di raggiungere Borgo Aragno, a Mondovì; da qui il rettifilo menava fino alla fabbrica del sapone, poi verso il cimitero e veniva infine imboccato un tratto in trincea fino alla stazione tranviaria di Mondovì. Nel 1926 questo tratto venne spostato anch'esso sulla via nazionale, percorrendo piazzale Ricovero e via Cornice per, consentire i lavori di costruzione della nuova ferrovia.
La linea era raccordata con quella delle Ferrovie dello Stato alla stazione di Mondovì Breo, consentendo l'ingresso nello scalo statale dei carri a scartamento ridotto carichi di pietrisco provenienti dalla cava della Rocchetta.

## Materiale rotabile
Furono diverse le locomotive a vapore in servizio dai tempi dell'inaugurazione della linea; una di esse era la n. 7 - Fossano, costruita dalla Henschel & Sohn. Una locomotiva fu mantenuta in efficienza fino al dopoguerra a guisa di riserva. Una locomotiva Henschel fu ceduta alla ferrovia Mersa Fatma-Cululli, in Eritrea.
Per l'esercizio a trazione elettrica vennero acquistate dalla Carminati & Toselli tre elettromotrici da 240 kW e due locomotive da 120 kW, queste ultime utilizzate per il traino dei treni merci carichi di pietrisco, talvolta con l'ausilio di un'elettromotrice.